# Kościół św. Małgorzaty w Trzcianie
Kościół Świętej Małgorzaty – rzymskokatolicki kościół parafialny należący do dekanatu Lipnica Murowana diecezji tarnowskiej. Znajduje się we wsi Trzciana w województwie małopolskim, w powiecie bocheńskim, w gminie Trzciana.
Obecna murowana świątynia powstała w XVI wieku, następnie dwukrotnie została spalona, najpierw w 1652 roku przez Kozaków i ponownie w 1656 roku przez Szwedów. W latach 1905–1907 budowla została rozbudowana o nawę boczną od strony południowej według projektu architekta Jana Sas-Zubrzyckiego. Następna rozbudowa została przeprowadzona w latach 1953–1956 według projektu architekta Stefana Świszczowskiego. Dobudowana została wówczas część zachodnia świątyni jednakże dalsze prace zostały wstrzymane przez władze komunistyczne. Obecny kształt kościół uzyskał po rozbudowie w latach 1995–2000 według projektu architekta Juliana Klimka. Zostały wówczas dobudowane od strony zachodniej dwie masywne wieże.
Świątynia to budowla pozbawiona cech stylowych, oprócz neogotyckiej nawy południowej. Została wzniesiona z cegły i kamienia, częściowo otynkowana, pokryta jest dachówką i blachą. Oryginalnie była to świątynia jednonawowa, posiadająca węższe, prostokątne prezbiterium oraz zakrystię od strony północnej. Następnie była wielokrotnie rozbudowywana: od strony południowej dobudowana została neogotycka nawa boczna, następnie od strony północnej kaplica, później została powiększona od strony zachodniej nawa i wreszcie także od strony zachodniej zostały dobudowane dwie wieże. Zabytkowymi elementami są wschodnia cześć nawy głównej, prezbiterium i nawa południowa. Na zewnątrz nawę główną, prezbiterium i nawę południową nakrywają dachy dwuspadowe. Neogotycka nawa południowa posiada dwa przęsła i jest zamknięta trójbocznie, przylega do niej od strony wschodniej mała kaplica, zamknięta także trójbocznie. Część neogotycka opięta jest uskokowymi szkarpami i obwiedziona przy kalenicy dachu fryzem konsolkowym. Wnętrze jest oświetlone przez duże ostrołukowe okna. Prezbiterium i nawa główna nakrywają stropy zwierciadlane, nawa i kaplica od strony południowej nakrywają sklepienia krzyżowe. Łuk tęczowy zamknięty jest półkoliście, prezbiterium i nawę główną oddzielają od kaplicy i nawy południowej ostrołukowe arkady. Do zakrystii wchodzi się przez renesansowy portal z XVI wieku, pod którym znajdują się stare okute drzwi.

## Przypisy

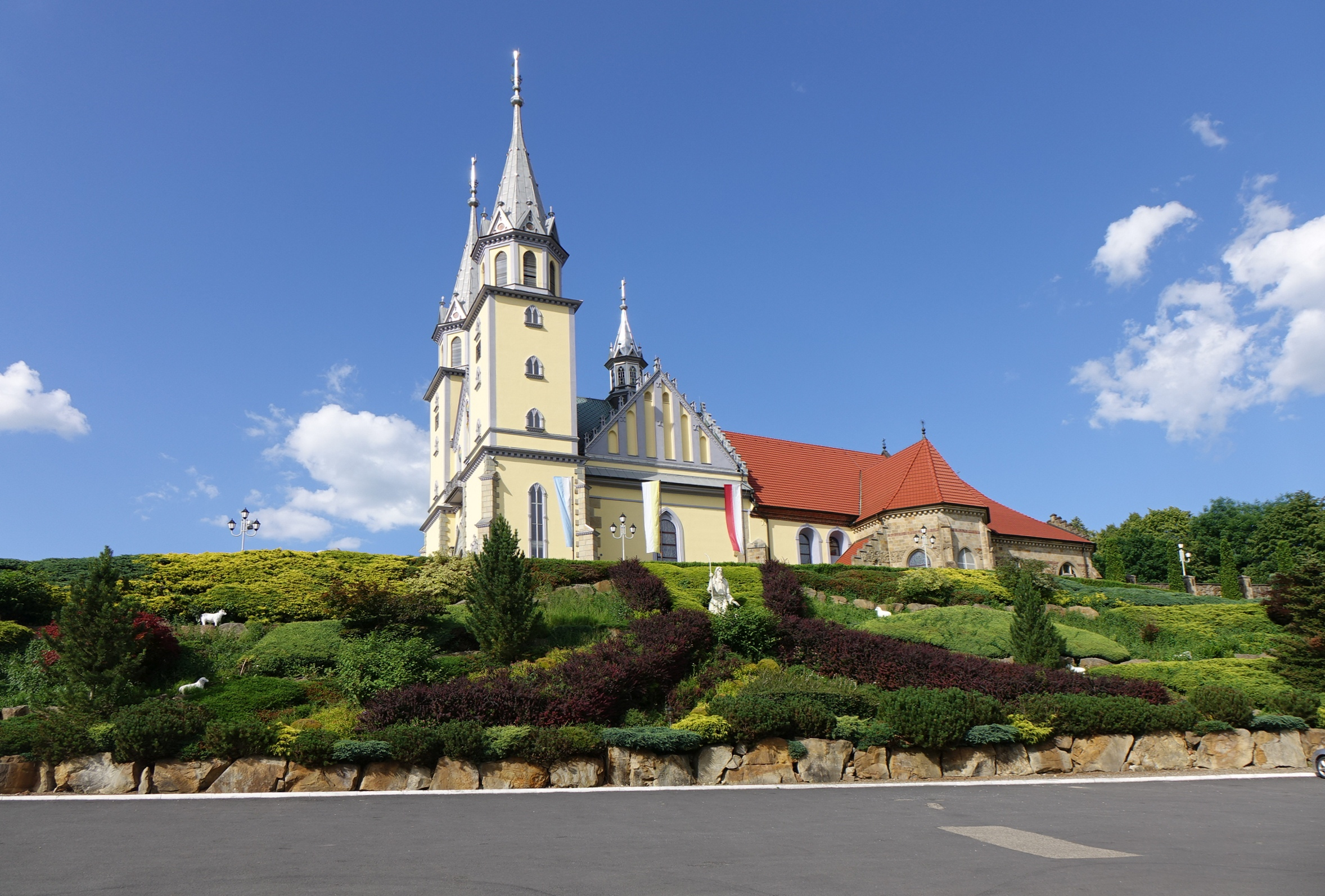
Widok od południa
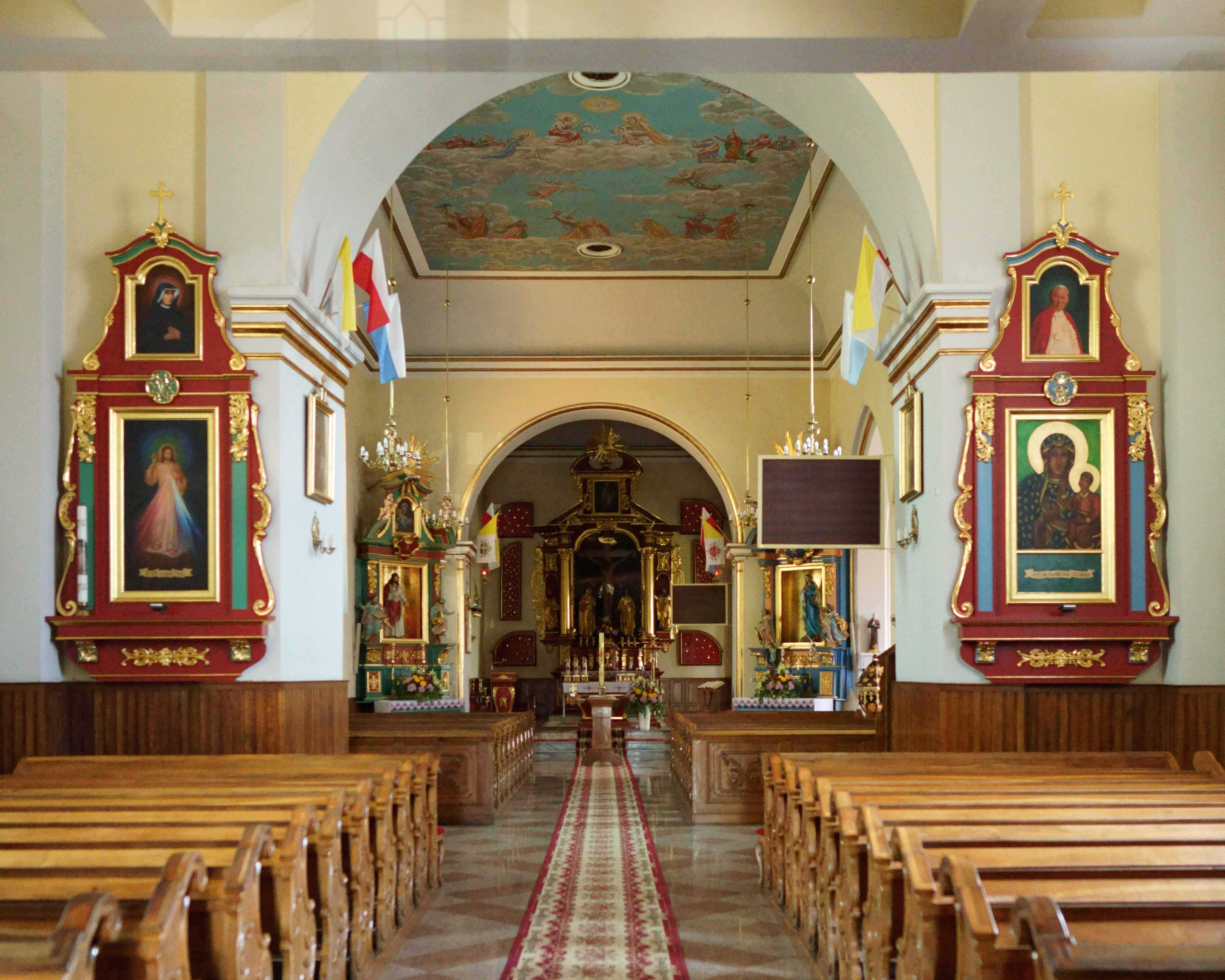
Wnętrze
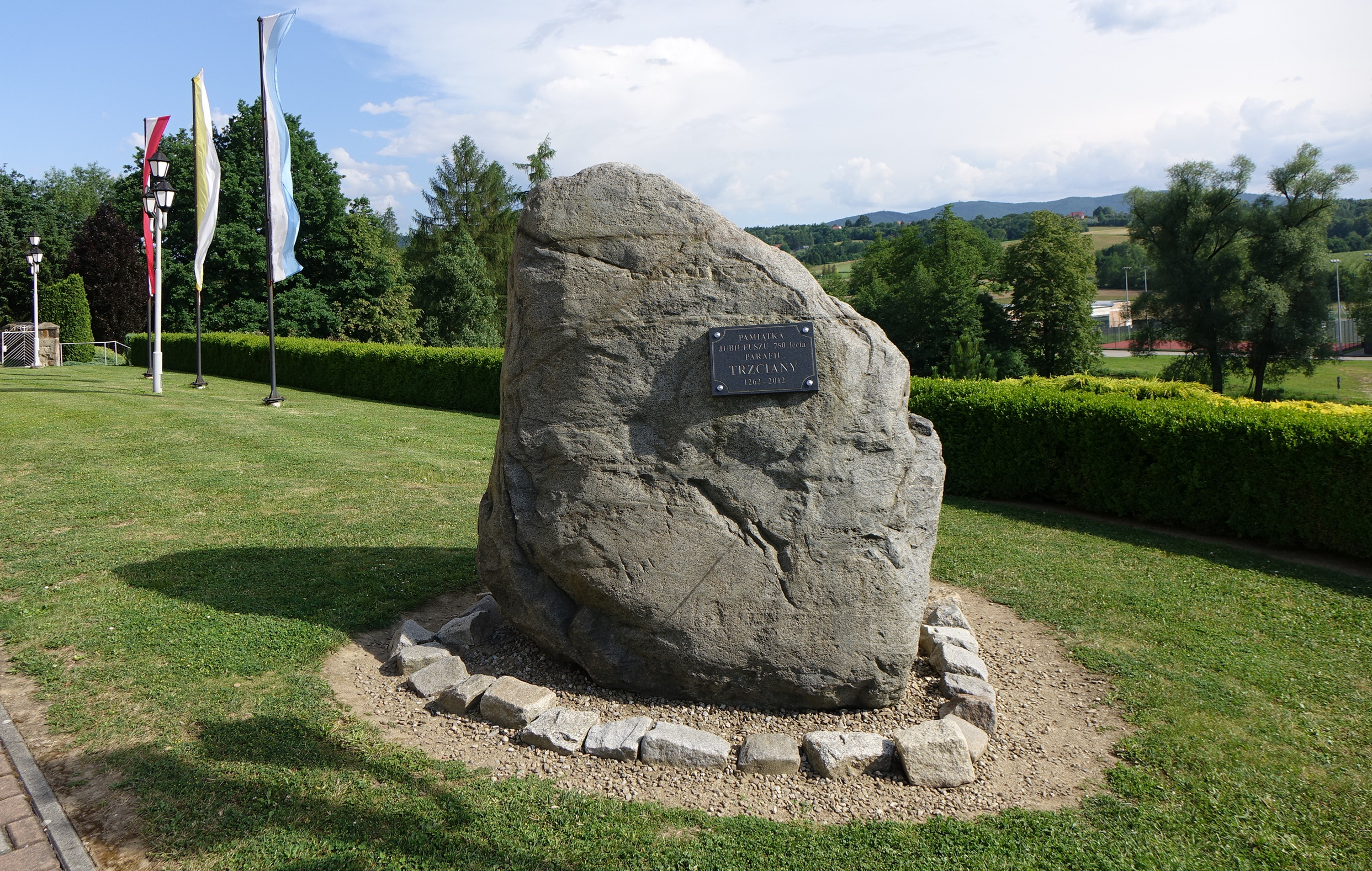
Kamień jubileuszowy